# Viiu Härm

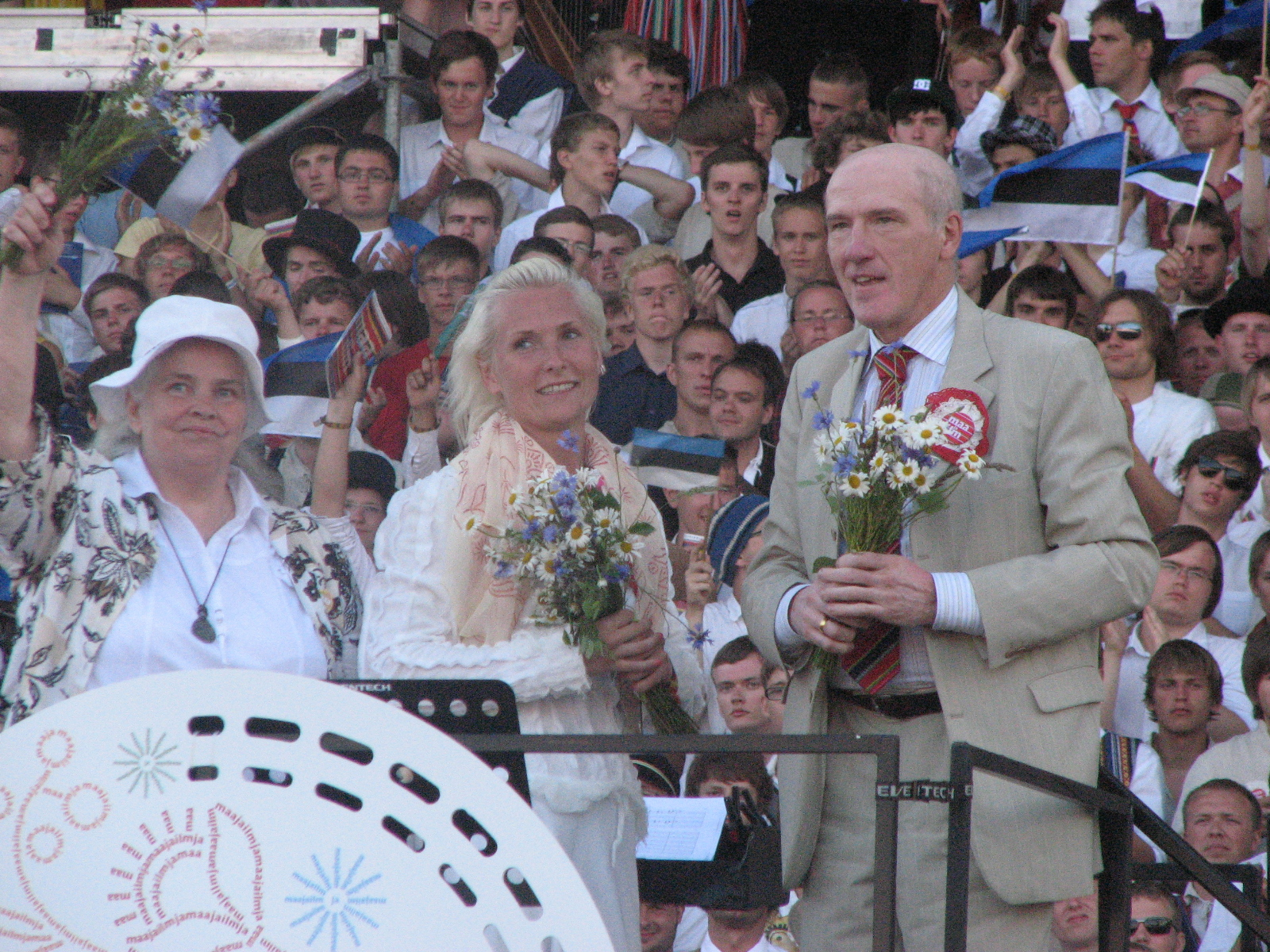
Viiu Härm (links) auf einem Jugendsängerfest in Tallinn 2011

Viiu Härm (* 3. Juli 1944 in Tallinn) ist eine estnische Schriftstellerin, Lyrikerin und Schauspielerin.

## Leben und Werk
Viiu Härm wurde als Tochter eines Arbeiters geboren. Von 1951 bis 1962 besuchte sie die Schule in Tallinn. Härm schloss 1965 ihr Studium im Fach Bühnenkunst am Staatlichen Tallinner Konservatorium (Tallinna Riiklik Konservatoorium) ab. Von 1965 bis 1971 war sie Schauspielerin am Staatlichen Jugendtheater der Estnischen SSR. Sie spielte in zahlreichen estnischen Filmen mit.
Viiu Härm wurde auch als freiberufliche Schriftstellerin, vor allem aber als Lyrikerin, in Estland bekannt. 1958 debütierte sie mit ersten Gedichten in der Zeitung Säde. In ihrer Lyrik spielen die Natur und menschliche Beziehungen eine tragende Rolle.

## Werke (Auswahl)
- Pealkirjata (Lyriksammlung, 1973)
- Luuletusi, lugusid ja midagi ka Margareetast (Lyriksammlung, 1978)
- Valge vaikus (Lyriksammlung, 1979)
- Sina, jõgi (Lyriksammlung, 1984)
- Duubel kaks (Roman, 2000)
- Õhuaken (Roman, 2004)

## Privatleben
Viiu Härm ist die Ehefrau des estnischen Schriftstellers und Politikers Paul-Eerik Rummo (* 1942). Sie hat drei Töchter. Härm ist die Schwester des estnischen Balletttänzers Tiit Härm (* 1946).